# Preuve de Laon
Pour les articles homonymes, voir Preuve (homonymie).
 (novembre 2012).
Si vous disposez d'ouvrages ou d'articles de référence ou si vous connaissez des sites web de qualité traitant du thème abordé ici, merci de compléter l'article en donnant les références utiles à sa vérifiabilité et en les liant à la section « Notes et références ».
Sainte Preuve de Laon, en latin sancta Proba, était une jeune fille qui fut martyre dans la région de Laon vers le Ve ou VIe siècle en compagnie de sainte Grimonie. Fête le 28 avril et le 20 avril.

## Biographie
Preuve de Laon arriva en Gaule à l’époque de la migration des « Scots », peuples d’aventuriers originaires d’Irlande ou d’Écosse sur le continent. Il semble que Preuve soit plutôt originaire de la Calédonie (Écosse). Peut-être baptisée par Saint Patrick (390-461), apôtre de l'Irlande, elle appartient à la première communauté chrétienne car ses parents sont encore idolâtres. 
Elle les fuit avec sa compagne Grimonie pour trouver dans la province de Gaule Belgique un asile pour sa foi. Retrouvée par les émissaires de ses parents, elle subit le martyre, décapitée dans le val de Tausson, au pied de l’abbaye Saint-Vincent proche de Laon. 

## Reliques
Sa tête, selon une vieille habitude celtique, fut longtemps conservée en cet endroit. 
Son corps a été levé de terre en 1231 par l'évêque Anselme de Mauny, et déposé en l'église Saint Jean-Baptiste de Lesquielles, à côté de celui de sainte Grimonie.
Une paroisse homonyme proche de Laon a été placée sous le vocable de Sainte-Preuve.

## Iconographie
Elle est représentée sur le gable nord de la façade de la cathédrale de Laon (portail consacré à la Vierge). C'est aujourd'hui une copie du XIXe siècle (l'original est dans la tribune de la cathédrale). Sainte Preuve est représentée tenant la palme du martyre et un livre ; à ses côtés, deux personnages qui l'encensent (irlandais ou plutôt anges).